# 托爾梅斯河

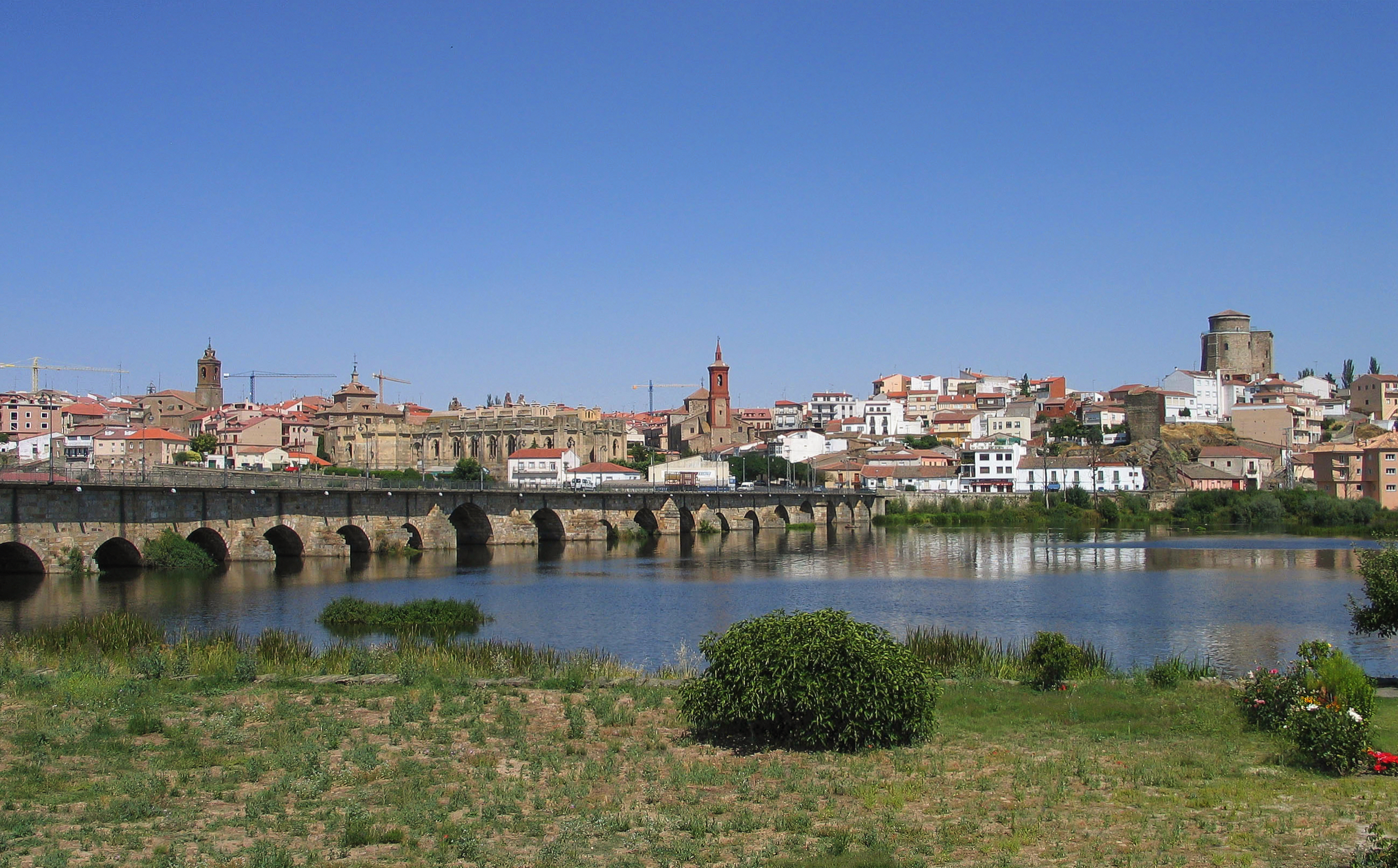
托爾梅斯河

托爾梅斯河（西班牙語：Río Tormes）是西班牙的河流，流經阿維拉省和薩拉曼卡省，發源自格雷多山脈，最終注入杜罗河，河道全長247公里，流域面積7,096平方公里，平均流量每秒42.43立方米。
41°17′33″N 6°28′47″W / 41.2925°N 6.47972°W